# マリエラ
マリエラ（MARIERA）は、2021年1月までは西鉄ホテルズが博多湾で運行し、2021年7月からはハウステンボスが大村湾で運航しているレストラン船。

## 概要
前畑造船で建造され、1993年4月18日に就航した。
当初は西日本鉄道が旅客不定期航路事業として運航を行い、船内レストラン事業などについても西鉄シティホテルから飲食部門のサポートを受ける形で運営を行っていたが、経営の効率化、サービスレベルの向上、営業展開の強化などを目的に西日本鉄道は西鉄シティホテルへ船舶事業を譲渡、2007年5月1日より本船は西鉄シティホテルによる運航となった。事業譲渡にともない、予約・問い合わせ窓口となる「マリエラ予約センター」が西鉄グランドホテル1階に移転している。
2007年には、約3,300万円を投じて就航後初となる大規模リニューアルを実施、客室を新設するなどして、同年2月18日から運航を再開した。
定期検査および改装のため、2017年2月1日から運休しており、2017年5月上旬から運航を再開する予定である。西鉄が展開するソラリアブランドの「ソラリアリゾートシップ」として、約2億円を投じて船内の全面リニューアルが行われ、サービス内容も刷新された。
2018年10月1日に西鉄シティホテルが西日本鉄道に吸収合併され、運航は西鉄ホテルズが継承している。
新型コロナウイルス感染症流行の影響で、2021年1月1日をもって運行終了することが決定した。
その後、本船はハウステンボスへ譲渡され、2021年7月10日からは「ハウステンボスリゾートシップ マリエラ」として就航する。

### 就航航路

#### ソラリアリゾートシップ マリエラ時代
- 博多湾周遊航路（ベイサイドプレイス博多埠頭発着）
  - ランチクルーズ
  - トワイライトクルーズ
  - ディナークルーズ

## 設計
船体は3層構造で双胴船である。

## 船内
2007年のリニューアルでは、2階デッキを船室に改装して、窓に面したカップルシートを配置した「イリス」が新設された。また、3階デッキには自動開閉式の屋根を設置、1階ロビーにグッズ販売コーナーが設けられた。
2017年の全面リニューアルでは、内装のグレードアップが図られ、1階にバーカウンターを新設、2階は「イリス」がソファ席となるほか船外テラスにもソファ席を新設、3階デッキは「スカイトップバー」と変更された。